# Seznam vojaških kratic na G
To je seznam vojaških kratic, ki se pričnejo s črko G.

## Seznam
- GBR je slovenska vojaška kratica, ki označuje Gorska brigada.
- Geb.
- Gend.
- Gen.Kdo.
- GEO (špansko Grupo Especial de Operaciones) označuje Specialnooperacijska skupina.
- GEODSS (angleško Ground Based-Electro-Optical Deep Space Surveillance) je kratica, ki označuje Kopenski elektrooptični sistem za opazovanje globokega vesolja.
- Gep.
- GFP
- GHQ (angleško General Headquaters) označuje Generalštab.
- GIGN (francosko Groupement d'Intervention de la Gendarmerie Nationale) označuje Intervencijska skupina Narodne žandarmarije.
- GINO je slovenska vojaška kratica, ki označuje Glavna inšpekcija narodne obrambe.
- GJ (nemško Gebirgsjäger) označuje Gorski lovci.
- GORB je slovenska vojaška kratica, ki označuje Gorski bataljon.
- GPMG (angleško General Purpose Machine Gun) označuje Splošnonamenski mitraljez.
- GR (nemško Grenadier Regiment) označuje Grenadirski polk.
- Gr. (nemško Grenadier) označuje Grenadir(ska/sko).
- Gren. (nemško Grenadier) označuje Grenadir(ska/sko).
- GROM je poljska kratica, ki označuje Grupa Reagowania Operacyjno Mobilnego.
- GrW
- Gr.W.
- GSG (nemško Grenzschutzgrüppe) označuje Skupine za varovanje meje.
- GSRS (angleško General Support Rocket System) je kratica, ki označuje Splošni podporni raketometni sistem.
- GŠ je slovenska vojaška kratica, ki označuje Generalštab.
- GŠ OS je slovenska vojaška kratica, ki označuje Generalštab oboroženih sil.
- GŠSV je slovenska vojaška kratica, ki označuje Generalštab Slovenske vojske.
- GW